# Шувакиш
Шува́киш — высыхающее озеро на западе Орджоникидзевского района Екатеринбурга. Расположено на территории Шувакишского лесопарка между жилыми районами Уралмаш и Сортировка. В настоящее время большую часть территории бывшего озера занимает заросшее болото (глубиной 1,2 м). Площадь водосбора — 23 км².

## История
Топоним «Шувакиш» имеет башкирское происхождение: «чыуаҡ» [ɕɨwaq] означает «солнечный, залитый солнцем», а «еш» [jeɕ] значит «долина в окружении лесистых гор». Целиком топоним можно перевести как «солнечная долина в окружении лесистых гор». Характеристики озера под это описание подходят: кругом густые тенистые леса, а озеро большое и хорошо освещается солнцем. При выходе из леса на берег хорошо ощущается этот контраст, поэтому это нашло отражение в названии.
Существует предположение, что Шувакиш — это пруд, поскольку в 1704—1716 годах на истоке из озера реки Пышмы действовал Шувакишский железоделательный завод, построенный Ларионом Игнатьевым. В 1716 году завод прекратил существование из-за постоянных нападений башкир и истощения залежей железной руды. Позже чуть ниже по течению истока озера была поставлена мельница.
До 30-х годов XX века Шувакиш по своим размерам был сопоставим с озером Шарташ. Но в конце 1920-х началось строительство завода-гиганта Уралмаш и соцгорода, стали бурить артезианские скважины для добычи питьевой воды. Для строительства насосов пригласили специалистов из Германии. Озеро с каждым годом стало стремительно мелеть.
Из Шувакиша вытекала река Пышма и ручей Калиновка, в 1937 году Калиновку перегородили плотиной, однако и это не помогло спасти озеро. Вскоре озеро полностью высохло. Вода начала снова прибывать в 1960-х — после того, как некоторые скважины перестали использовать. В настоящее время насосы на скважинах не работают и пребывают в заброшенном полуразрушенном состоянии, но от прежнего озера осталась примерно пятая часть — северная сторона уже полностью заросла камышом.
На берегах озера обнаружены стоянки древних людей — от энеолита до раннего железного века, наиболее крупное многослойное поселение эпох мезолита, неолита, энеолита, раннего железа было обнаружено на северо-восточном берегу озера.
В 1966 году площадь водной поверхности озера составляла 3,5 км, абсолютная отметка уровня воды — 267,1 м. Для восстановления Шувакиша необходимо провести ряд водоохранных мероприятий: прекратить использование подземных вод, благоустроить водоохранную 500-метровую зону, ликвидировать все свалки мусора и отходов производства вокруг озера.

Насосная станция на берегу озера
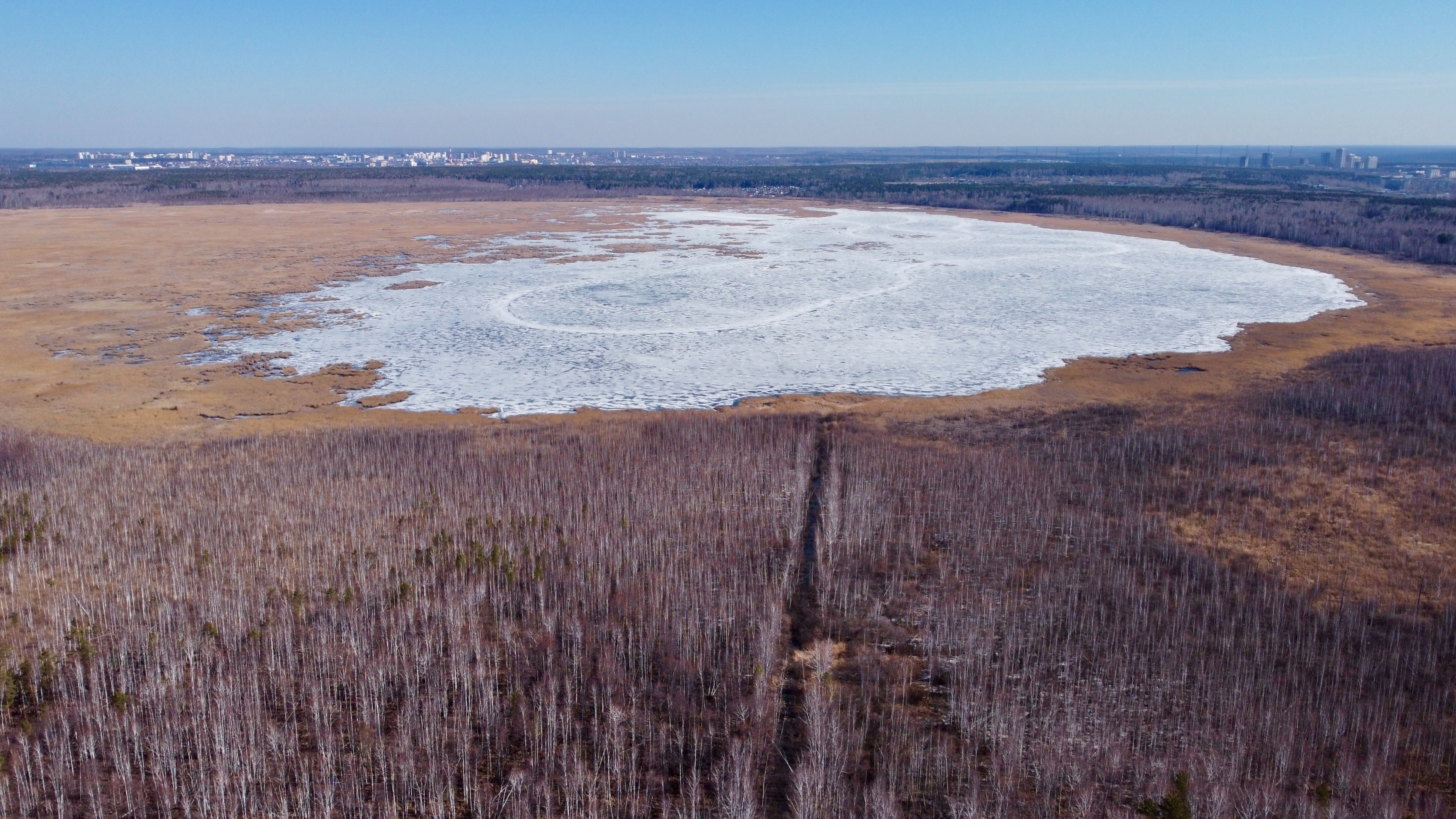
Вид с высоты
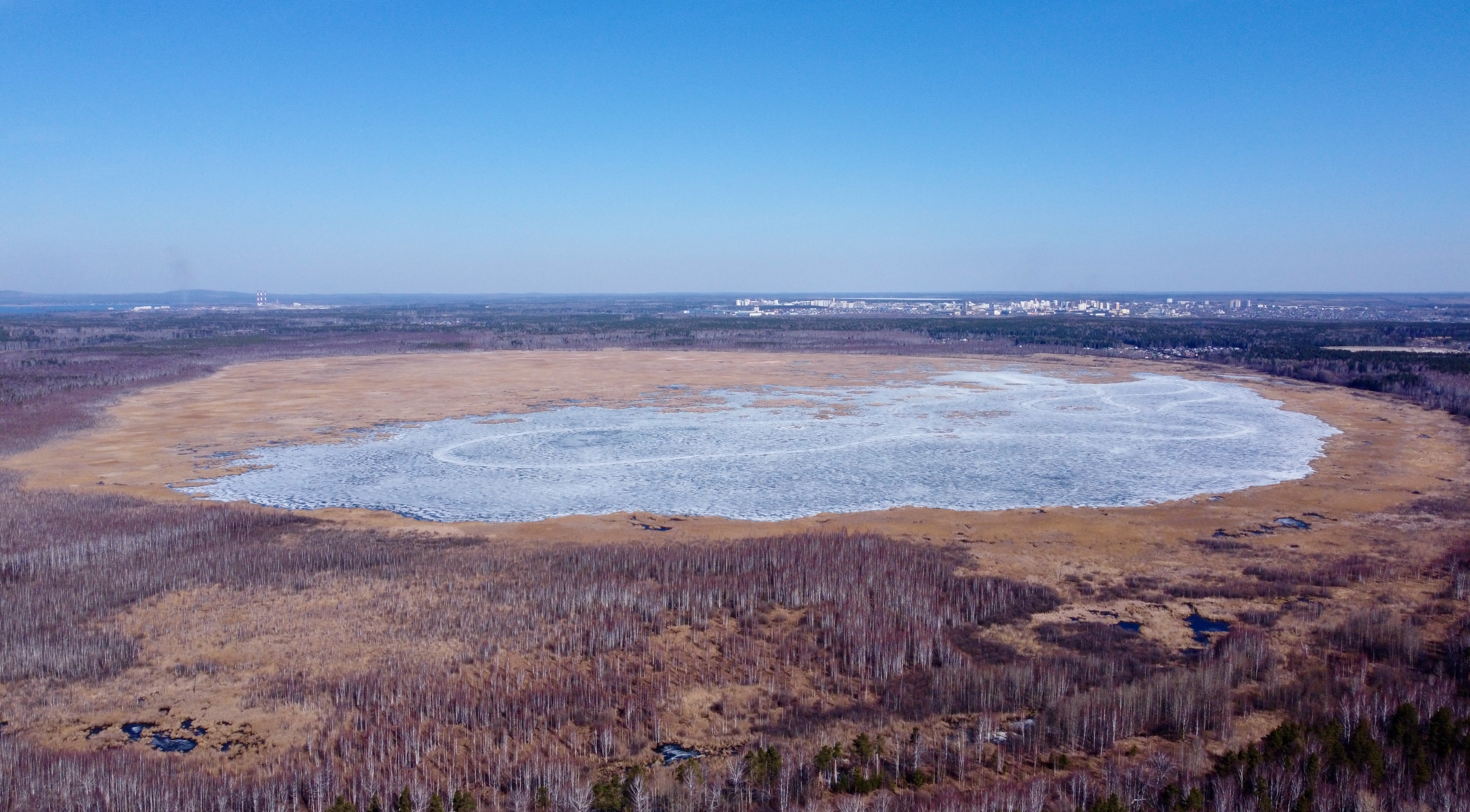
Вид с высоты
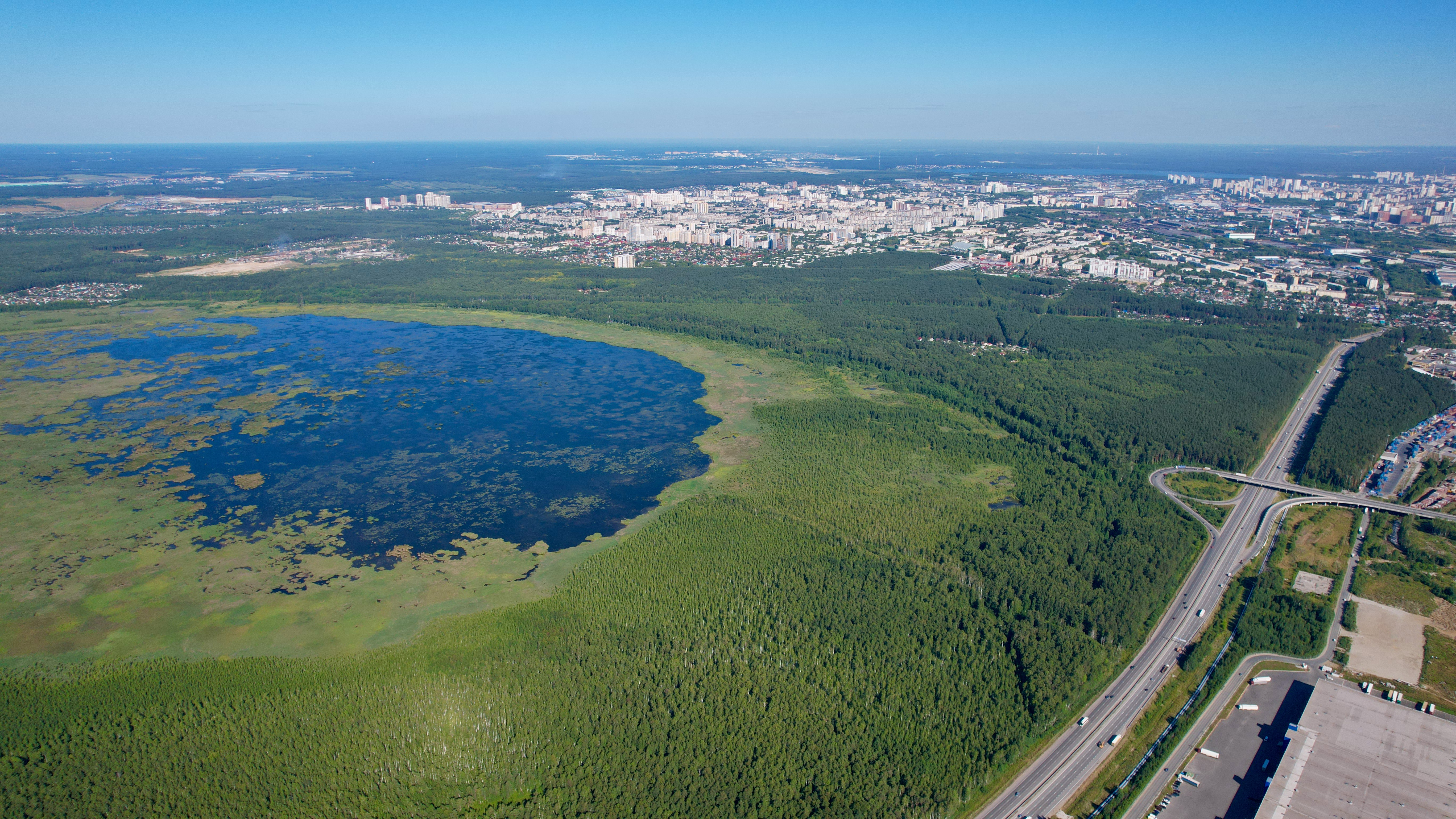
Вид с высоты
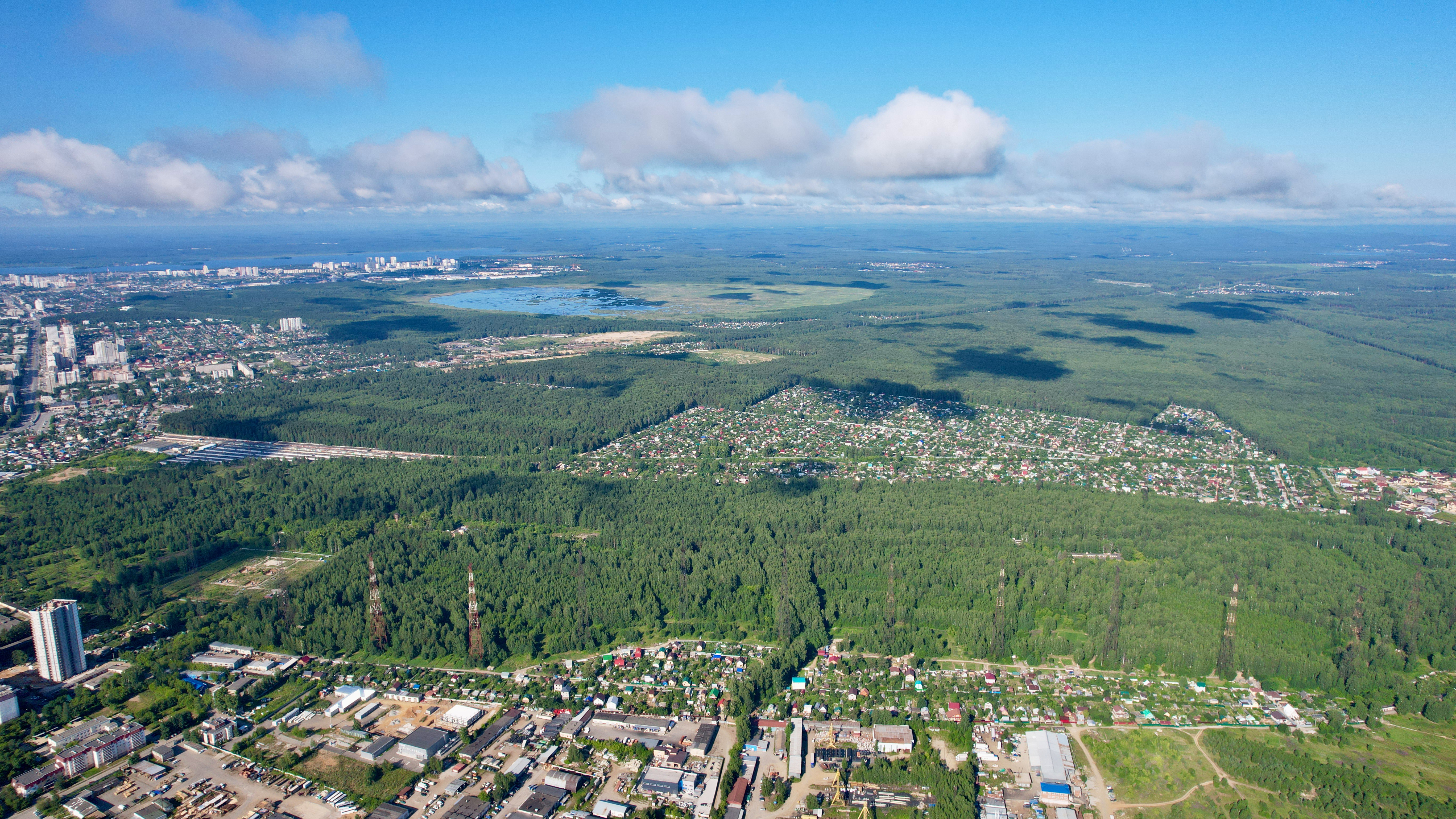
Вид из Екатеринбурга
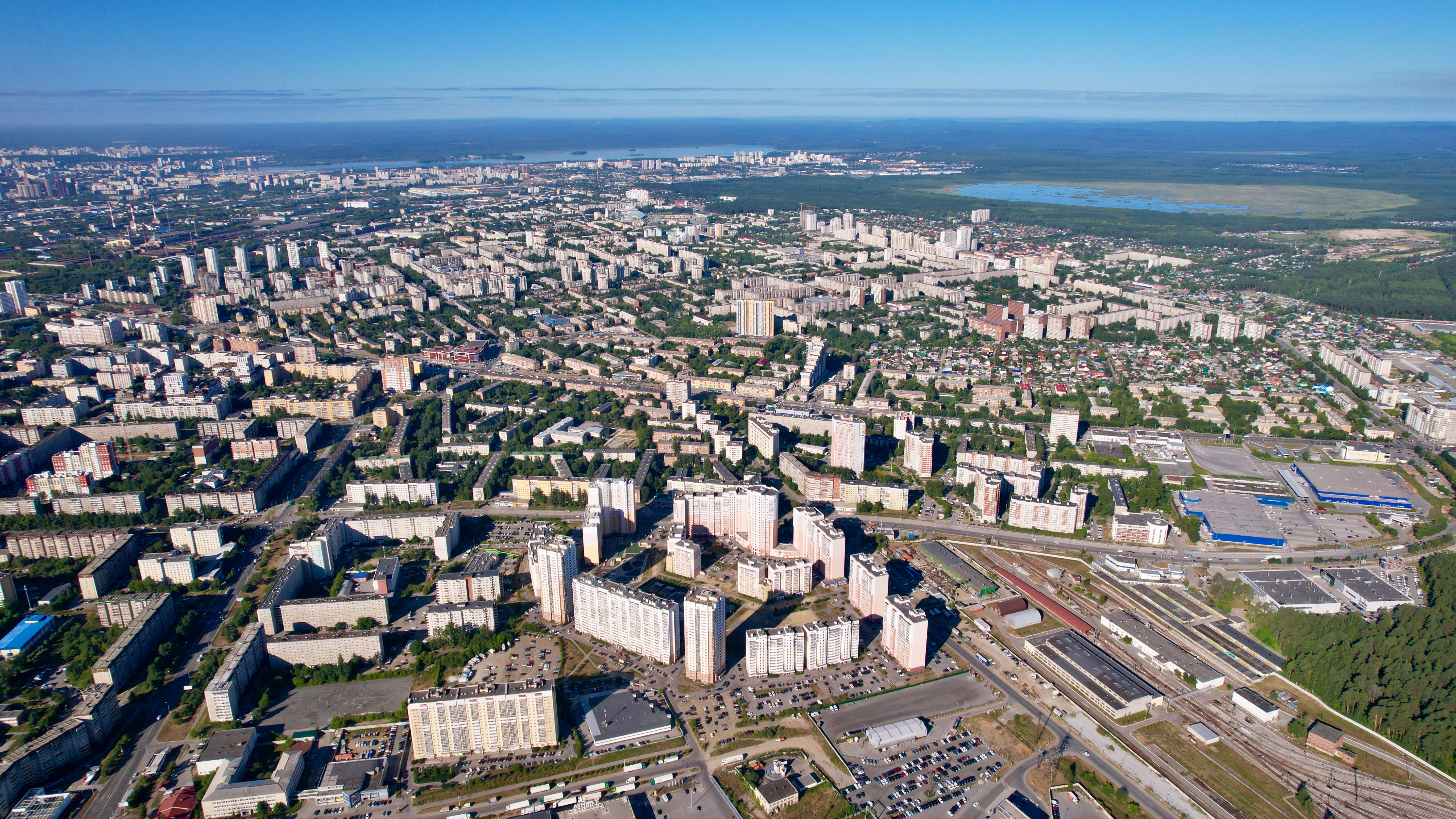
Вид из Екатеринбурга

## Экологическая ситуация
Озеро загрязняется стоками со старой свалки и с могильников железнодорожных цистерн, которые после взрыва на Сортировке были перевезены в окрестности озера.

## Ихтиофауна
Водятся карась и гольян.

## Объекты археологического наследия
На северном берегу озера Шувакиш находятся объекты археологического наследия «Стоянка Шувакиш I» и «Поселение Шувакиш II». На восточном берегу озера Шувакиш находятся объекты археологического наследия «Стоянка Шувакиш III» и «стоянка Шувакиш IV». На северо-восточном берегу озера Шувакиш находится объект археологического наследия «Стоянка Шувакиш V». На правом берегу реки Шувакишский Исток находятся объекты археологического наследия «Шувакишский Исток VII» и «Шувакишский Исток VIII».